# 聽見她說
《聽見她說》，原作是英國廣播公司第四台於2018年开始製作的女性独白剧《Snatches: Moments from Women's Lives》，是腾讯视頻於2020年製作的女性独白剧節目。本节目由赵薇担任发起人，每期分别由齐溪、杨紫、白百何、咏梅、王智、奚美娟、郝蕾、杨幂演出，共8集。

## 主演
齐溪、杨紫、白百何、咏梅、奚美娟、王智、郝蕾、杨幂

## 剧集

### 魔镜[2]
播出时间：2020年11月17日

导演：赵薇

主演：齐溪

### 许愿[3]
播出时间：2020年11月24日

导演：李非

主演：杨紫

### 失眠人的梦[4]
播出时间：2020年12月1日

导演：李孟桥

主演：白百何

### 重塑[5]
播出时间：2020年12月8日

导演：尹丽川

主演：咏梅

### 云重传[6]
播出时间：2020年12月15日

导演：李少红

主演：奚美娟

### 时间表
播出时间：2020年12月22日

导演：林锦

主演：王智

### 她和她的房间
播出时间：2020年12月29日

导演：高临阳

主演：郝蕾

### 完美女孩
播出时间：2021年1月5日

导演：赵薇

主演：杨幂

## 外部鏈接
- 聽見她說的新浪微博